# مارسین گاروچ
مارسین گاروچ (زاده ۱۴ سپتامبر ۱۹۸۸) بازیکن فوتبال اهل لهستان است که برای باشگاه فوتبال میدو لگنیکا بازی می‌کند. گاروچ کوتاه قدترین فوتبالیست حرفه‌ای در اروپا شناخته شده است.